# Die Kiebitzensteiner
Die Kiebitzensteiner, vollständig mit dem Zusatz Satirisches Theater der Stadt Halle, ist ein in Halle (Saale) ansässiges Kabarett, das 1967 in der DDR gegründet wurde.

## Geschichte
In Halle (Saale) gab es in den 1960er Jahren bereits Anläufe, ein Kabarett zu etablieren, aber weder der „Klingel“ noch den „Tiefsehbohrern“ gelang dies. 1967 gründeten Henry Braun, Irmgard Braun-Trautmann, Karlheinz Loehmke und Rolf Thieme schließlich das seinerzeit fünfte Berufskabarett in der DDR. Alle waren gestandene Theaterleute; sie mussten sich auf die neue Präsentationsform umstellen. Braun übernahm die geschäftliche und künstlerische Leitung. Der Name „Kiebitzensteiner“ ist abgeleitet vom bekanntesten Wahrzeichen der Stadt, der Burg Giebichenstein. Eröffnet wurde die Einrichtung am 20. Oktober 1967. Das erste Programm hieß Der gute Mensch von nebenan, musikalisch begleitet von Hans Joachim Wenzel. Anfangs gab es zweimal in der Woche Vorstellungen. 1968 kristallisierte sich eine Stamm-Mannschaft, bestehend aus Braun und Braun-Trautmann sowie Siegfried Köhler und Horst Sonntag, heraus. Letzterer brachte Erfahrungen aus den gescheiterten Kabarett-Anläufen mit. In der Folge kamen zeitweise Sigmar Schramm und Karin Kellermann hinzu, ab 1975 Joachim Wenke. Das siebente Programm mit dem Titel Girren ist menschlich markierte 1970 mit 109 Aufführungen vor 21.000 Besuchern den Durchbruch für das Kabarett. Die Neuproduktionen waren nun nicht mehr vom Zeitpunkt des Nachlassens des Publikumszuspruchs bestimmt, somit wurden längere Vorbereitungszeiten möglich, was die Übernahme von Fremdtexten verringerte. Nachdem das Hallesche Puppentheater, das das Kabarett als „Untermieter“ beherbergt hatte, durch einen Brand zerstört worden war, erhielten die „Kiebitzsteiner“ als Spielstätte den Rundsaal der Moritzburg. Der Saal in einem spätmittelalterlichen Turm bot 175 Besuchern Platz. Das Foyer war im Untergeschoss angesiedelt. 1973 wurde das Kollektiv der „Kiebitzsteiner“ mit dem Kunstpreis der Stadt Halle ausgezeichnet. Henry Braun wurde diese Ehrung 1977 noch einmal als Einzelperson zuteil. Besonders erfolgreiche Programme dieser Zeit, in der das Ensemble ausgesprochen stabil blieb, waren 1972 Spottakiade und 1973 Die Jugend haben wir hinter uns.
1974 trat an die Stelle des bisherigen musikalischen Leiters Joachim Seidel, der 1969 eingestiegen war, der Händel-Preisträger des Jahres 1964, Wolfgang Hudy. 1975 erhielt das Kabarett eine Dramaturgen-Planstelle, die mit Wolfgang Schrader besetzt wurde. Heinz Helm, der schon länger für die Gruppe schrieb, avancierte 1977 zum Hausautor. Zu den externen Beiträgern gehörten des Weiteren Hans-Joachim Lotze, Peter Seidel, Gunter Antrak und Dietrich Knak. Unsere Ze(h)ntralschaffe trägt die „Zehn“ in sich, weil dieses Programm zum zehnjährigen Jubiläum zusammengestellt wurde.
1979 verstarb erst Siegfried Köhler und kurz darauf Henry Braun. Die Leitung ging so auf „Irm“ Braun-Trautmann über, und das Sonderprogramm Dreißtigkeiten wurde durchgeführt. Zum Ensemble stießen Gabriele und Helmut Reichhardt, Klaus Reichenbach und Arndt-Michael Schade. Im Herbst 1981 ging es mit neuer Leitung in die Spielzeit 1981/82: Hannelore Renner übernahm die Direktion und Horst Günther die künstlerische Leitung. Als Neuzugang begrüßte man Ralf Novak.
Noch vor der Wende übernahm Rolf-Jürgen Voigt die Leitung. Seiner Hartnäckigkeit gegenüber der SED-Parteiführung verdankten die „Kiebitzensteiner“ die Aufführung verbotsgefährdeter Programme. Er schaffte es ebenfalls in Verhandlung mit Vicco von Bülow „Loriot“-Sketche zu inszenieren. Unter seiner Ägide bezog das Kabarett dann im wiedervereinten Deutschland neue Räume in der Ankerstraße, einer Einkaufspassage.
Zeitweise gehörten Nuri Feldmann, Anna Kureck, Gabi Müller, Silke Nawrodi, Ines Paulke, Constanze Röder, Susanne Schwab, Horst Günther, Christian Gutowski, Andreas Neugeboren, Hartmut Tietz und Oliver Vogt dem Ensemble an.
Es wurden zahlreiche Nachtprogramme angeboten, unter anderem Die Welt ist rund, denn dazu ist sie da (Erich Kästner, 1989), Ich sitze immer im falschen Zug (Friedrich Hollaender, 1996), Riesenblödsinn. Lachen mit Karl Valentin (2016). 1995 wurde außerdem unter dem Titel Wir leisten uns was das erste „Humor- und Satirefestival“ durchgeführt.
Das aktuelle Ensemble (Stand: 2020) setzt sich zusammen aus Stephanie Hottinger, Micha Kost, Barbara Zinn, Axel Gärtner, Klaus Dieter Bange, Antje Poser, Lydia Roscher, Annett Buchinski, Reiner Schock, Malte Georgi, Albrecht Wiegner und Klaus Reichenbach.

## Programme (soweit ermittelt)
- 1967: Der gute Mensch von nebenan
- 1968: Auch Halle ist seine Preise wert
- 1969: Diskretion – nicht unsere Sache
- 1969: Mir nach, Medaillen
- 1970: Schach unterwegs
- 1970: Girren ist menschlich
- 1971: Das klassische (H)Erbe
- 1971: Des Pudels Kern
- 1972: Spottakiade
- 1973: Ein Frühlinksmärchen
- 1973: Die Jugend haben wir hinter uns
- 1974: Blick zurück nach vorn
- 1975: Denk-Mal-Pflege
- 1975: Ehrlich fährt am längsten
- 1976: Da biste bedient
- 1977: Unsere Ze(h)ntralschaffe
- 1978: Eine Lachhilfestunde
- 1979: Dreißtigkeiten
- 1980: Mit Pauken und Moneten
- 1981: Mit 80 Sachen
- 1981: Kleines bißchen Stück
- 1982: Wir infestieren
- 1982: Spurensicherung
- 1983: Achtung Zeitzünder
- 1984: Es leben die kleinen Unterschiede
- 1985: Wann wir streiten Seit an Seit
- 1986: Lebensmarximen
- 1987: Wo streben wir denn
- 1987: 2000 und Deine Macht
- 1988: Keine Zeit Genossen
- 1989: Keine Müdigkeit vorschützen
- 1990: Überlebenszeit
- 1990: Wir werden die Maus schon fleddern
- 1991: Im wilden Osten
- 1991: Wer sind wir denn?
- 2018: Politkicker und Satirezipfel
- 2019: Kabarett-Mix 2019

## Veröffentlichungen
- Unbezahlbar, aber käuflich. 25 Jahre Die Kiebitzensteiner. Metrix, Halle (Saale) 1992 (1 Kompaktkassette).